# Histoire des télécommunications

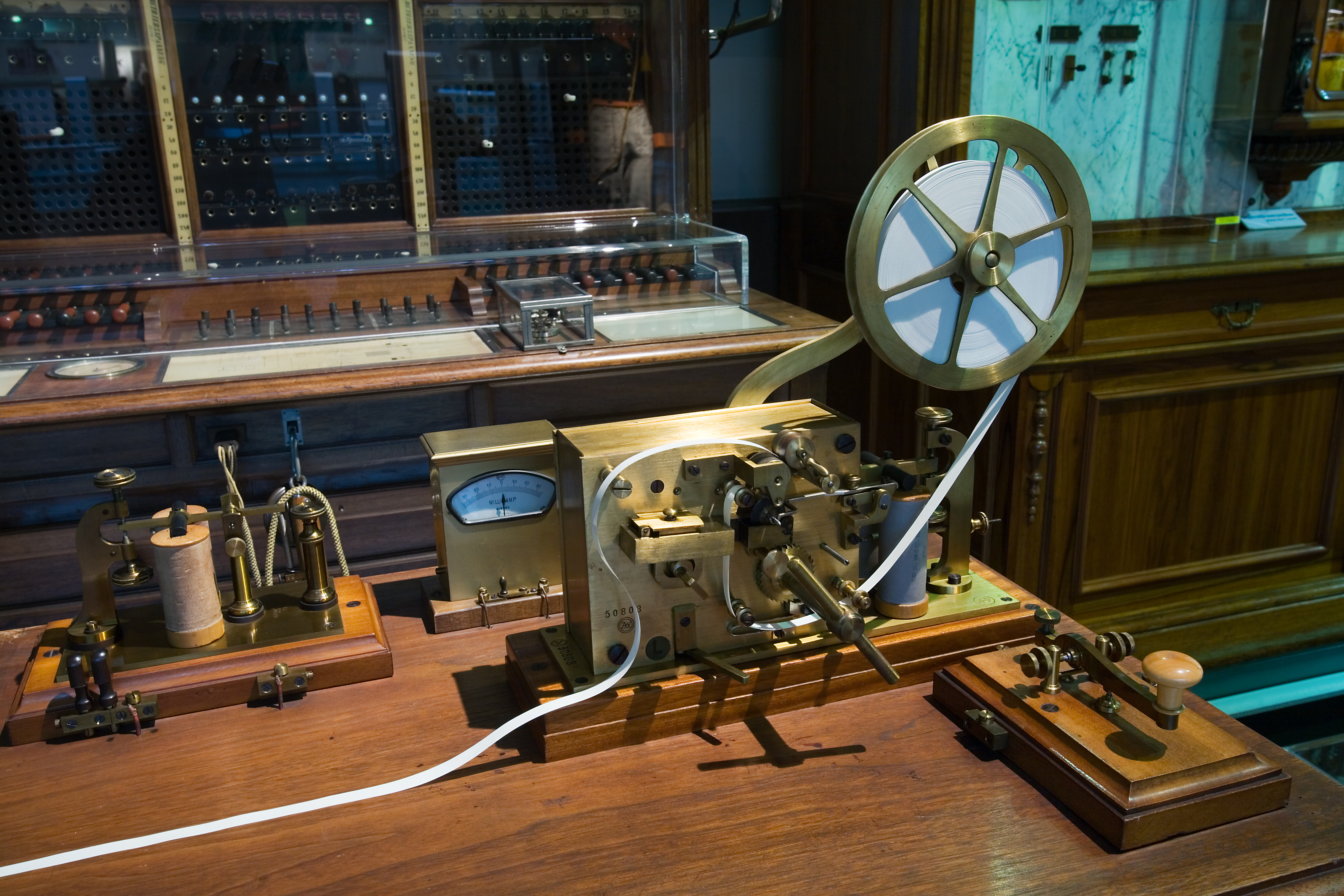
Télégraphe de Morse au musée des techniques de Vienne

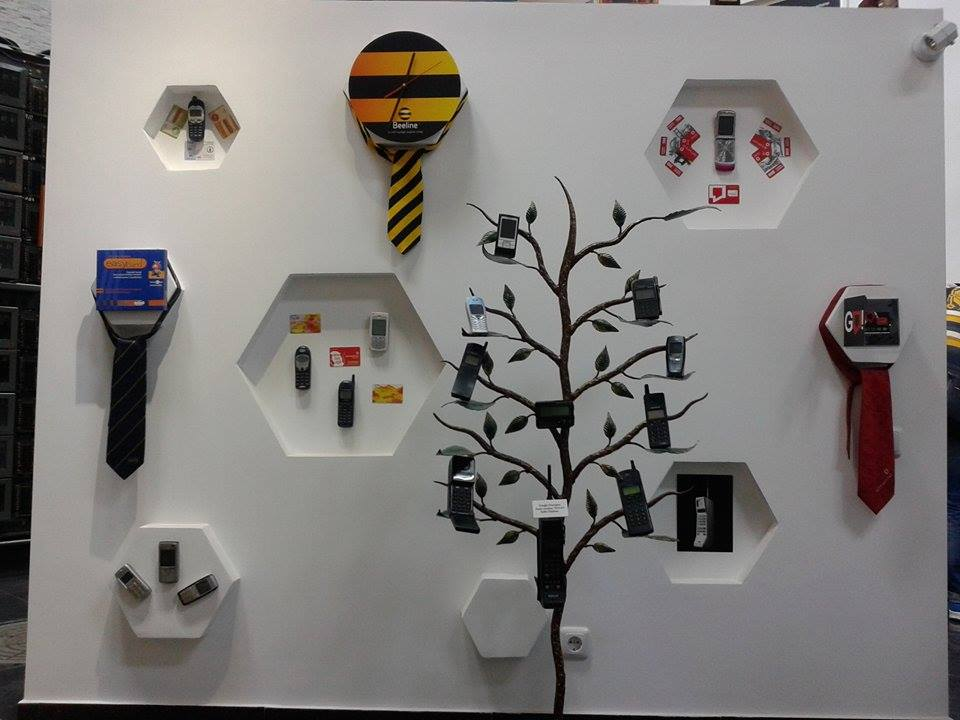
Exposition de téléphones mobiles au musée des télécommunications.

L'histoire des télécommunications remonte à l'utilisation de moyens primitifs, mais cela a vraiment décollé avec l'organisation des services postaux, le développement du télégraphe, du téléphone, des communications sans fil et numériques. Le domaine de la technologie est celui qui a le plus évolué à travers le temps.

## Les grandes étapes historiques des télécommunications

### Origine des télécommunications
Les premiers procédés de télécommunications furent les signaux de fumée, utilisés par les peuples amérindiens d’Amérique du Nord et du Sud, et les tambours dont se servaient les peuples d’Afrique, de Nouvelle-Guinée et d’Amérique du Sud. Ces signaux permettaient de transmettre des informations parfois complexes,. D'autres peuples ont utilisé ces méthodes comme les anciens Judéens dont la pratique est mentionnée dans la Bible.
Les Yagans, par exemple, employaient des signaux de fumée pour indiquer des baleines échouées, afin que le plus grand nombre puisse prélever de la viande de la carcasse avant qu'elle ne se décompose. Ils utilisaient peut-être ces signaux dans d'autres buts, il est donc possible que Fernand de Magellan ait aperçu un de ces feux lorsqu'il croisa la Patagonie, ce qui lui inspira le nom de Terre de Feu.
La Grèce antique avait également imaginé des systèmes de transmission d'information à longue distance par torches. Eschyle décrit un tel système au début de sa pièce Agamemnon, dans laquelle un signal lumineux est transmis au cours d'une seule nuit de montagne en montagne depuis Troie, dans l'actuelle Turquie, jusqu'à Argos dans le Péloponnèse.
Au Moyen Âge, des tours placées sur les sommets permettaient de transmettre les ordres et renseignements stratégiques, mais l’information était limitée à l’équivalent d’un bit moderne comme : « l’ennemi est en vue ». Un exemple en est la transmission de Plymouth à Londres de l’arrivée de l’« invincible armada ».
Au XVIe siècle, au Japon, le gouverneur Takeda Shingen institua des techniques de communications militaires sur des distances importantes utilisant des signaux par le feu.
Les navires de guerre en escadre à la mer communiquaient, au XVIIIe siècle, par un système de hissé de pavillons numériques, dont la signification se trouvait dans un livre de code donnant un sens pour chaque nombre (voir Code international des signaux maritimes).
En 1774, le physicien suisse Georges Lesage construit un télégraphe électrostatique comprenant un ensemble de 24 fils conducteurs de quelques mètres de longueur reliés à 24 boules de sureau suspendues à un fil de soie (chaque fil correspond à une lettre). L’électrification d’un fil à l’aide d’un générateur électrostatique fait dévier la boule de sureau correspondante et désigne une lettre à l’opérateur situé en bout de ligne. La séquence des lettres sélectionnées conduit ainsi à l’écriture et à la transmission d’un message.
En 1782, le moine cistercien Dom Gauthey communique à l'Académie des Sciences un mémoire sur la communication à distance par tuyaux acoustique. Il lance en vain une souscription, soutenue par divers savants de l'époque dont Benjamin Franklin, pour financer ses expériences. Le philosophe utilitariste anglais Jeremy Bentham, dans ses projets de prison panoptique (1787, 1791, 1811) imagine sur le recours à des tuyaux de conversation pour la communication interne. En 1793, il présente une proposition d'utilisation administrative et militaire des tuyaux de conversation.

### Télégraphie optique

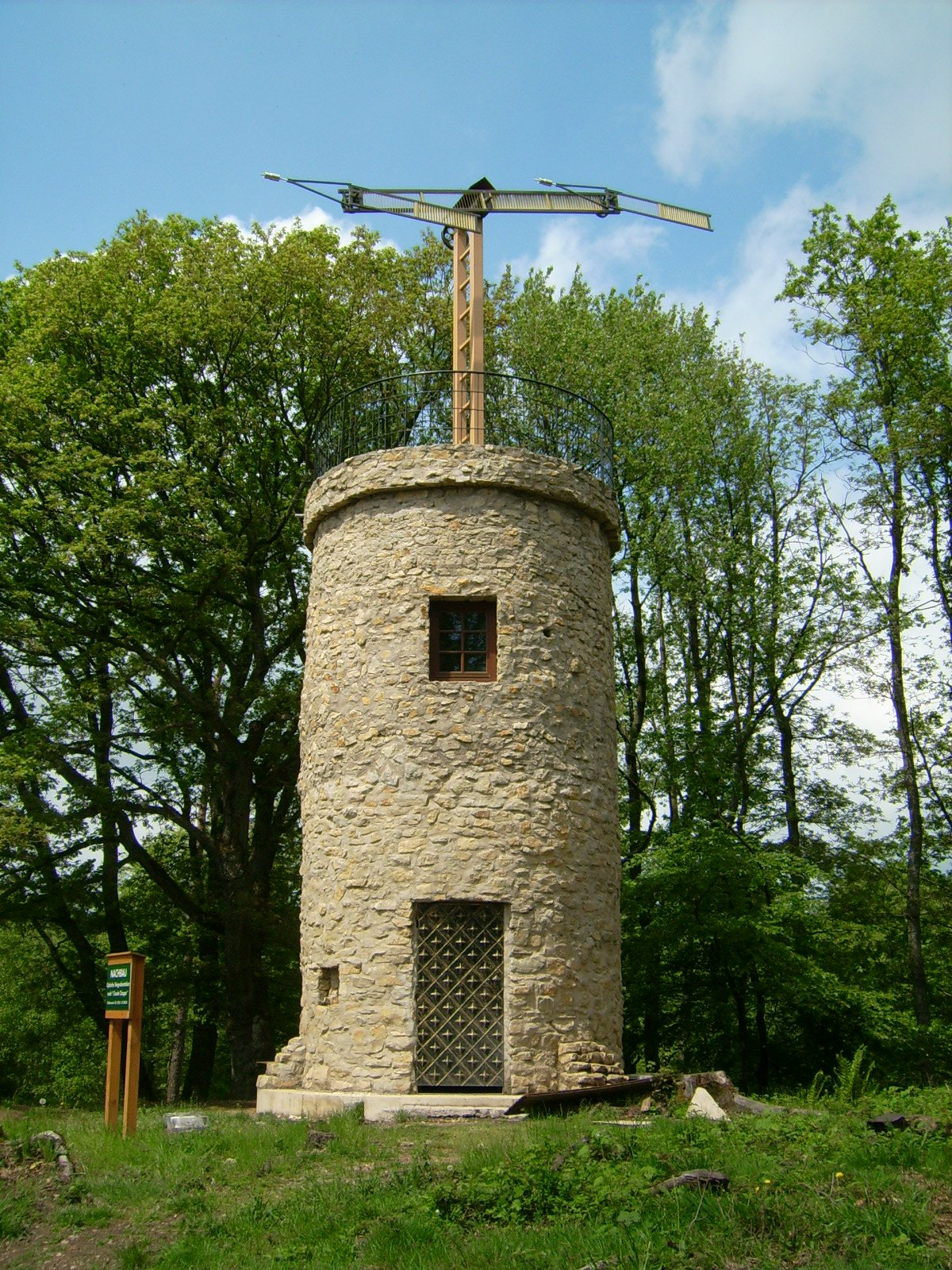
Une réplique de tour de télégraphe optique de Claude Chappe.

En 1794, en France, l’ingénieur français Claude Chappe réalisa le premier système de télégraphie optique par sémaphore entre Paris et Lille. Celui-ci, totalement manuel, demandait des opérateurs habiles et des tours coûteuses situées sur des hauteurs et espacées de dix à trente kilomètres, mais permettait de transmettre les messages en quelques heures dans toute la France. Les premiers usages du télégraphe de Chappe étaient dédiés à la communication militaire. Après la découverte du télégraphe électrique, la dernière ligne Chappe fut abandonnée en 1880.

### Le télégraphe et le téléphone

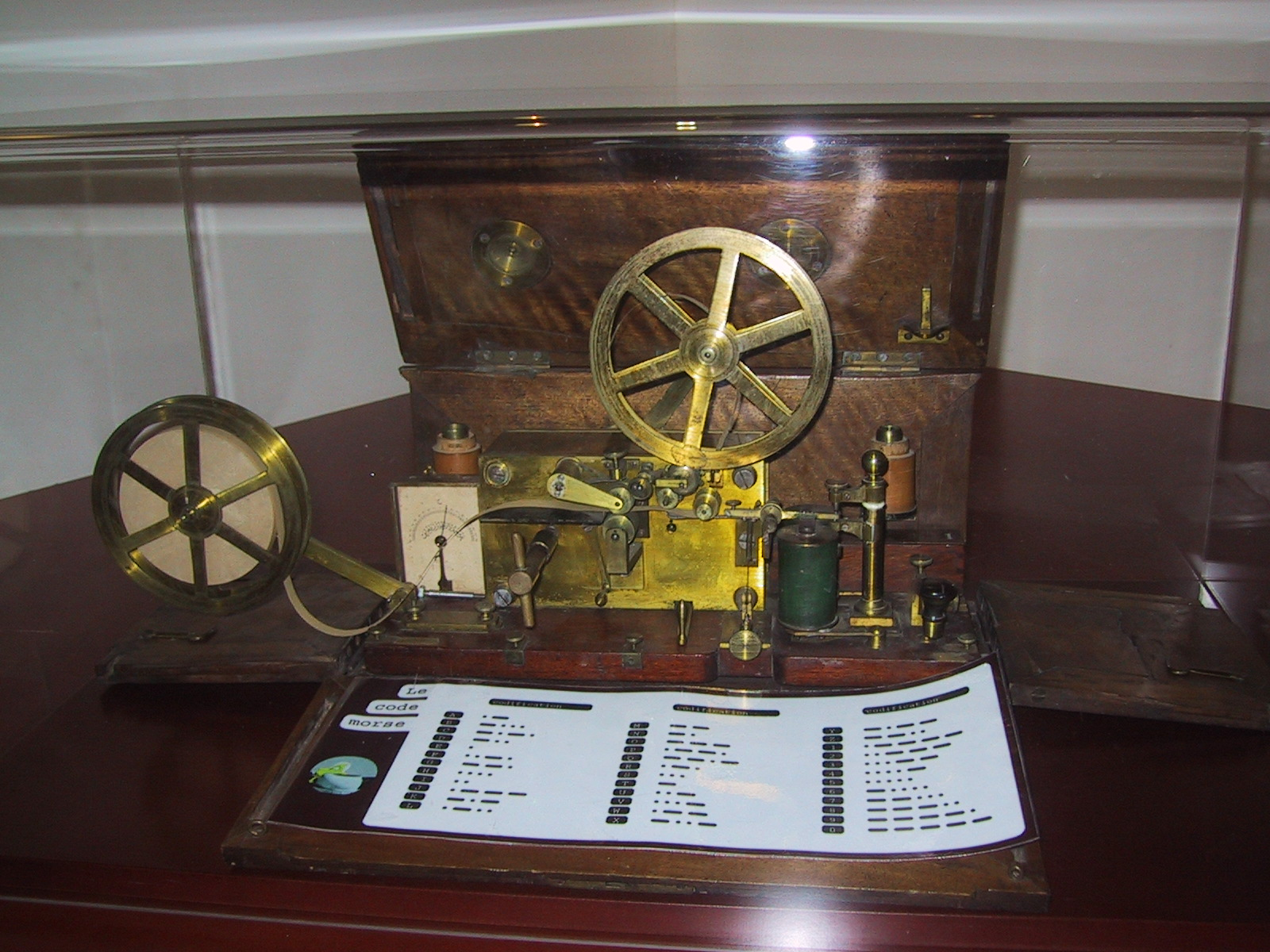
Télégraphe de Morse (1837)

Le développement de l'électricité fit naître l'ère du télégraphe électrique. En 1832 Samuel Morse s'inspira des travaux de ses prédécesseurs pour inventer un système simple et robuste. Plusieurs inventeurs ont contribué par leurs travaux à la conception du télégraphe électrique dont le diplomate russe Pavel Schilling (avec son télégraphe de Schilling), l’Anglais William Fothergill Cooke qui servait dans l’armée des Indes, et le physicien Charles Wheatstone (avec leur télégraphe de Cooke et Wheatstone). Mais c’est l’Américain Samuel F.B. Morse qui déposa une demande de brevet pour le télégraphe électrique le 28 septembre 1838. La première ligne télégraphique de Morse fut ouverte le 1er janvier 1845 entre Washington et Baltimore. Le premier message envoyé était "What hath God wrought". On lui doit aussi le célèbre code Morse permettant de transmettre un texte à l'aide de série d'impulsions longues ou courtes correspondant à un alphabet.
Le premier service commercial de télégraphe électrique fut construit par Charles Wheatstone et William Fothergill Cooke, et ouvrit en 1839. C’était une amélioration du télégraphe électromagnétique déjà inventé auparavant. Samuel Morse développa indépendamment une version de télégraphe électrique, qu’il montra pour la première fois le 2 septembre 1837. Le télégraphe de Morse représentait une avancée importante par rapport au télégraphe de Wheatstone, en raison notamment du code et du dispositif de transcription sur papier utilisés.
En France, le télégraphe électrique apparaît en 1845 sur la ligne de chemin de fer entre Paris et Rouen. Dans les années 1850, pratiquement toutes les compagnies de chemin de fer adoptent le télégraphe électrique pour rendre compte de la position des trains et éviter des accidents. Ces lignes télégraphiques ont au maximum trois fils. Un fil, en haut, qui est une ligne directe entre les grandes gares, en dessous, un fil omnibus, pour communiquer quotidiennement avec la gare ou le passage à niveau voisin, et parfois un dernier fil pour tout ce qui est urgence et secours. Le retour se faisait par la terre. Il arrivait souvent qu'il y ait d'autres fils télégraphiques au-dessus de ces trois fils, qui étaient des lignes des PTT.
On doit l'invention du premier téléphone (téléphone à ficelle) à Robert Hooke dans les années 1660. C'était un dispositif acoustique assez rudimentaire. Le téléphone classique fut inventé indépendamment par Alexander Bell et Elisha Gray en 1876. Mais c’est Antonio Meucci qui conçut le premier dispositif pouvant transmettre la voix par une ligne électrique en 1849, sans développer une version commerciale de son produit. Le 14 février 1876, le beau-père de Bell déposa une demande de brevet en son nom. Bell put obtenir par la suite un crédit financier important pour perfectionner son invention. La première ligne téléphonique publique fut ouverte en 1880 entre Boston et Providence.

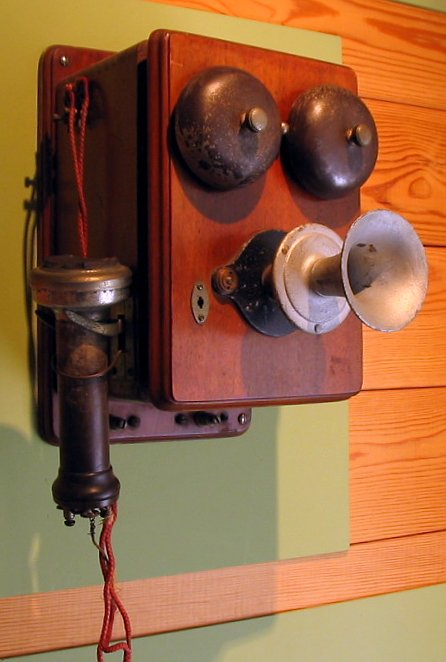
L'ancêtre des téléphones

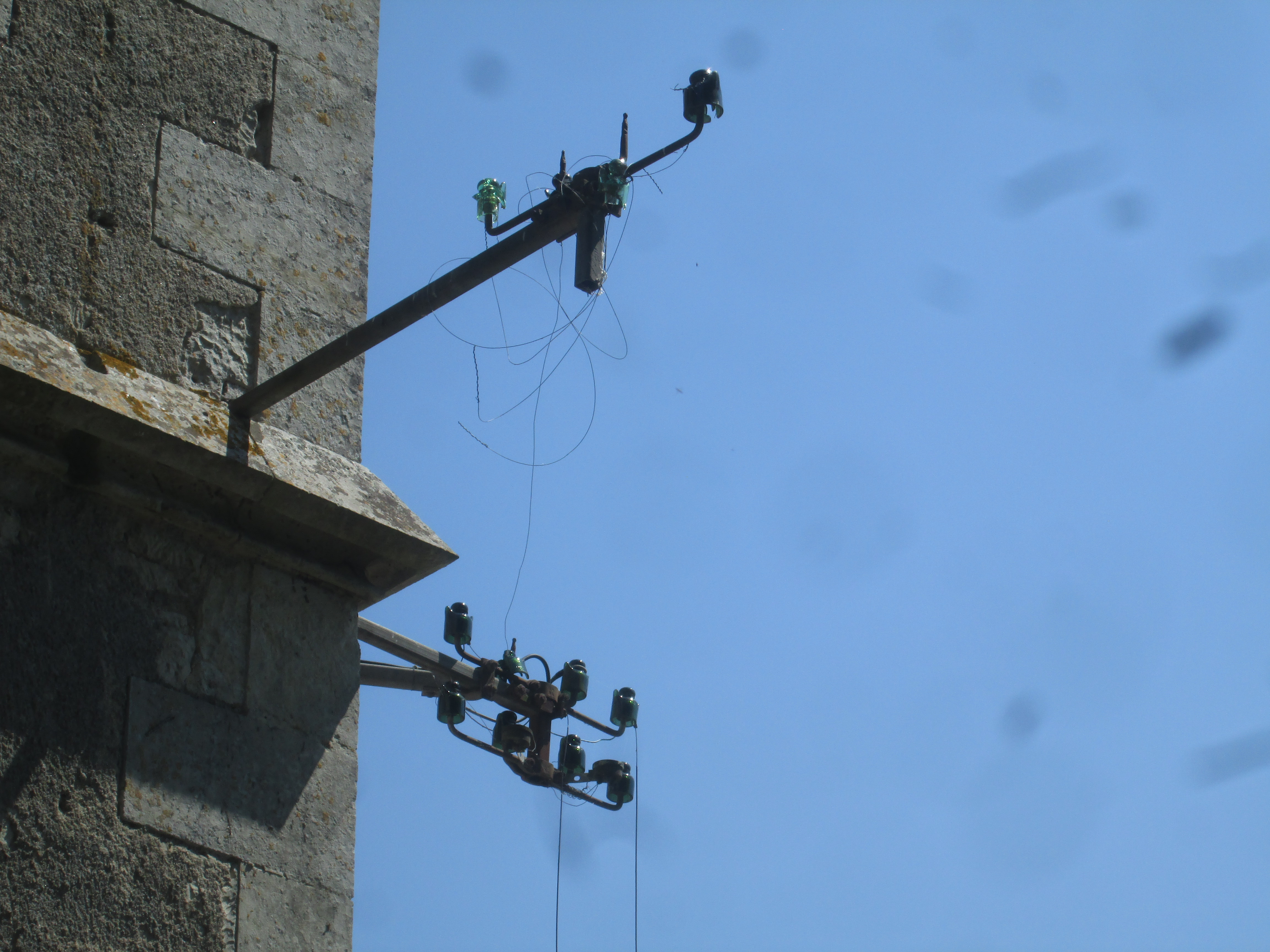
Lignes courtes distances sur potelets de
façade(vestiges).

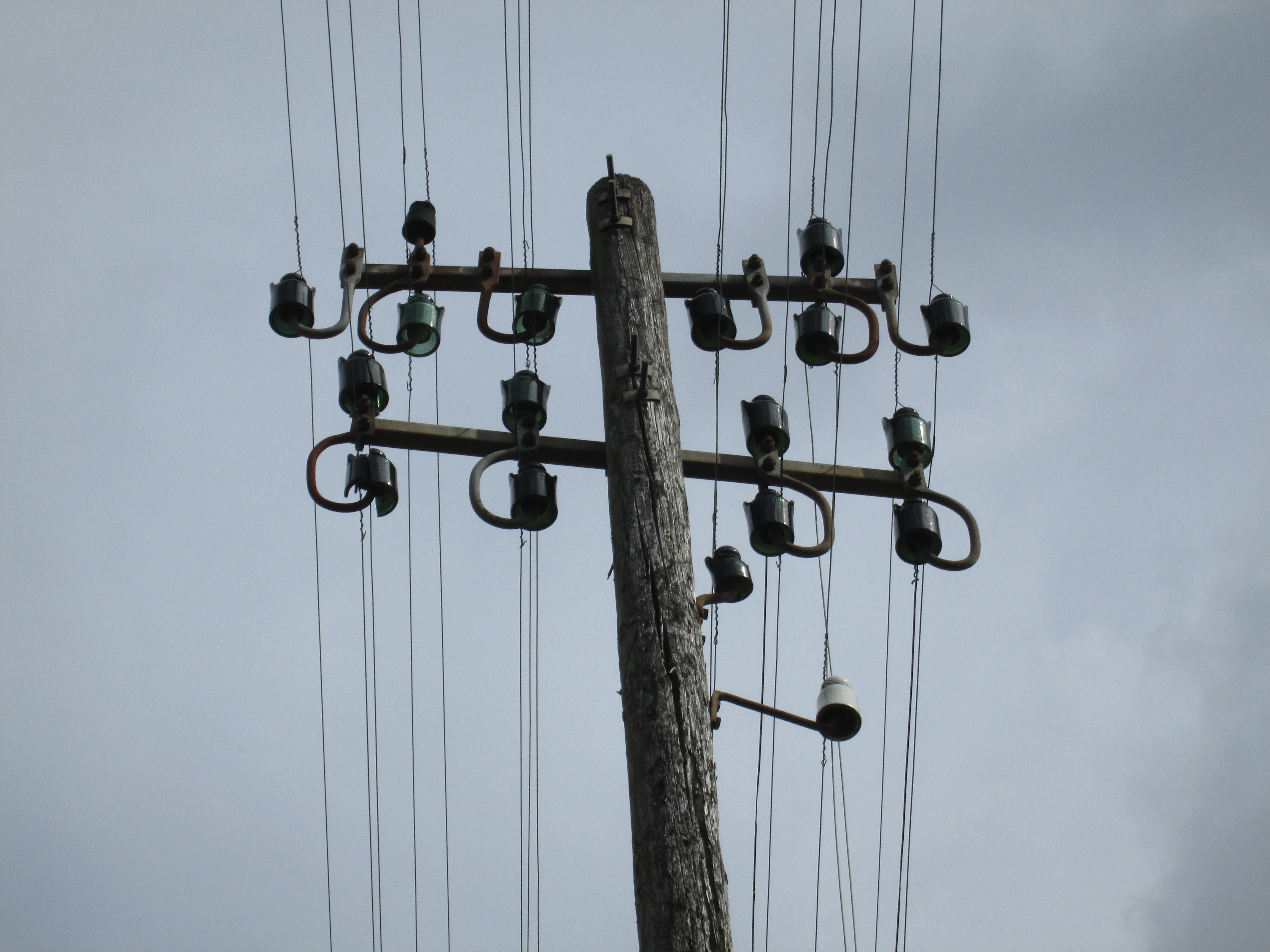
Poteau PTT supportant des liaisons grandes distances(années 1940).

Le téléphone a été exploité commercialement aux États-Unis dès 1877 et, en France dès 1879. En 1912, on compte 12 millions de postes téléphoniques dans le monde dont 8 millions aux États-Unis. Il y avait un abonné pour 12 habitants aux États-Unis, 1 pour 71 en Grande-Bretagne et dans l'Empire allemand et 1 pour 183 en France. C'est seulement à partir de 1927 que les premiers services de téléphonie publique transatlantique furent ouverts.
Le réseau téléphonique français est exploité à partir des années 1880. Le service est rattaché à la Poste et ainsi sont créées les Postes Télégraphes et Téléphones (PTT). Le principe est simple : chaque abonné a une paire de fils en cuivre qui est reliée au bureau de PTT le plus proche, bien souvent dans le même village. D'autres paires permettent la connexion entre les bureaux de poste de villages voisins, et les communications n'étaient pas automatisées ; les basculements entre lignes étaient effectués par des opératrices du téléphone. Les câbles aériens n'avaient pas de gaine isolante car les technologies en matières synthétiques n'étaient pas assez avancées. Les câbles étaient alors en alliage de cuivre nus et attachés sur des isolateurs en verre ou en porcelaine, dont la forme typique était l'isolateur à double-cloche et à oreilles, rappelant un bonhomme de pain d'épice.

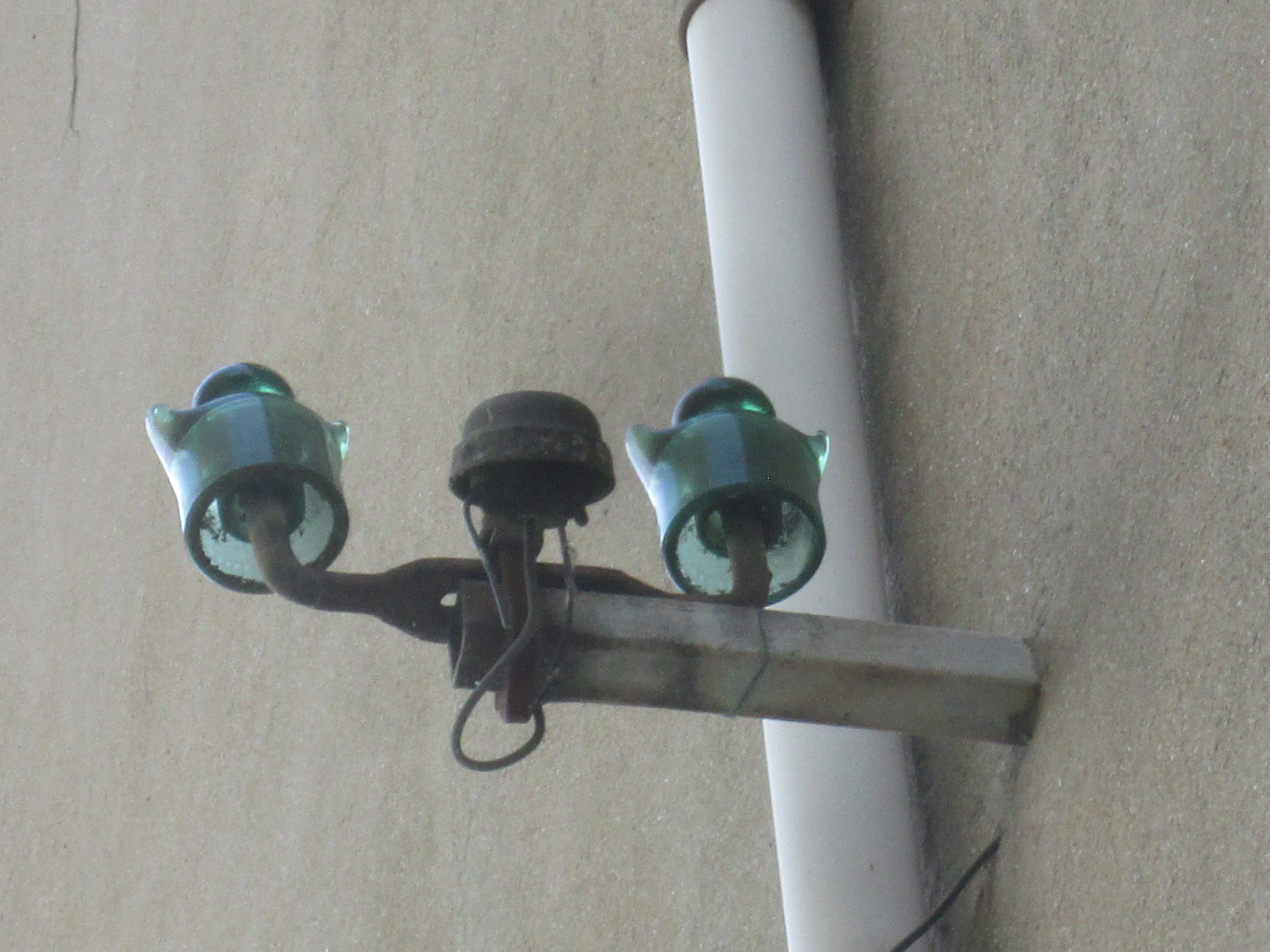
Entrée de poste abonné, années 1940.

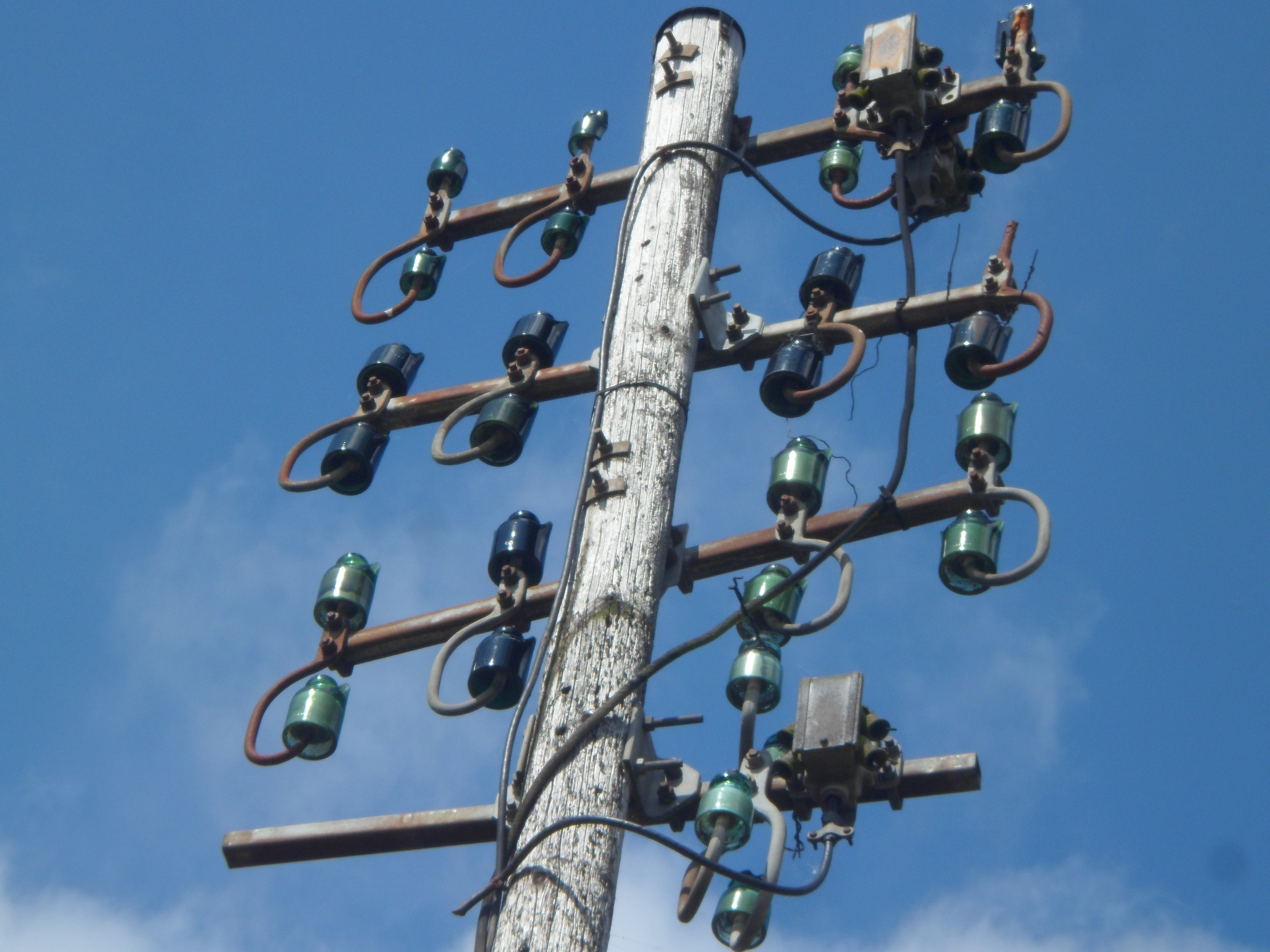
Poteau téléphonique SNCF.

Les liaisons sur grandes distances (bien souvent les liaisons entre bureaux de poste) étaient effectuées par de gros fils de cuivre fixés sur de gros isolateurs eux-mêmes fixés sur des poteaux en bois courant le long des petites routes de campagne. Il y avait également des liaisons interurbaines entre les grandes villes, ces lignes étaient installées le long des voies ferrées importantes qui reliaient également ces mêmes villes. Ces voies ferrées avaient donc des poteaux et des fils de chaque côté de l'emprise, d'un côté une nappe PTT et de l'autre, une nappe des chemins de fer. Les liaisons sur courtes distances (souvent des abonnés du villages reliés au bureau de poste à quelques centaines de mètres de là) étaient effectuées sur de petits fils en alliage cuivre nus attachés sur de petits isolateurs fixés sur des structures de poutrelles métalliques scellées sur les façades des hautes maisons de bourgs.
Des lignes existaient aussi au bord des voies de chemin de fer, ces réseaux étaient privés aux sociétés de chemins de fer qui les utilisaient pour communiquer entre gares, pour signaler l'approche d'un train à une maison de garde-barrière et des combinés étaient posés à des endroits où des accidents pouvaient se produire afin d'appeler des secours. Ils servaient aussi pour faire fonctionner des signalisations lumineuses et sonores. Certaines voies ferrées avaient aussi des lignes PTT, en plus de la nappe de fils des chemins de fer. En général, on distinguait la nappe PTT de celle des chemins de fer par le plus grand nombre de fils(en général des poteaux doubles) et l'absence de repères de circuits qui sont une caractéristique des chemins de fer, pour identifier les lignes des équipements, omnibus, haute fréquence, régulation.
Au bord des voies ferrées, les lignes téléphoniques pour l'exploitation du chemin de fer n'apparaissent qu'après la Grande Guerre, les compagnies ferroviaires ayant utilisé le télégraphe électrique pendant assez longtemps. La plupart de ces réseaux sont érigés dans les années 1920-1930.

### De la radio à la télévision
En 1832, James Lindsay fit une démonstration de télégraphie sans fil (TSF) à ses élèves. En 1854, il réussit à communiquer entre Dundee et Woodhaven en Écosse, sur 3 km, en utilisant l’eau comme milieu de transmission.
Les premiers projets de systèmes de transmission des images à distance sont présentés à partir de 1878 avec l'hypothèse commune de recours aux propriétés photoélectriques du sélénium.

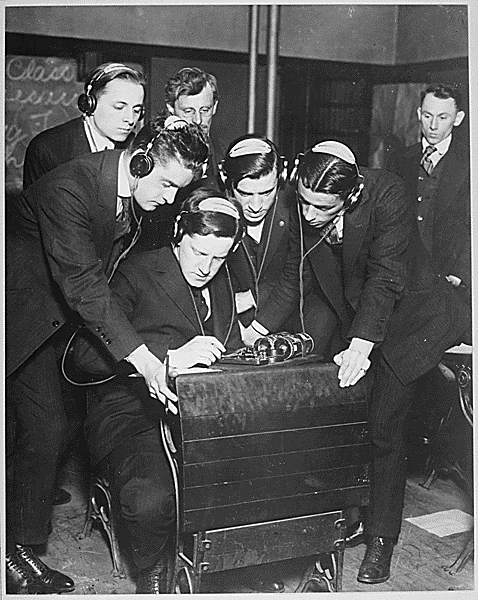
Expérience de radio en 1918 à l'université de NY

En décembre 1901, Guglielmo Marconi réalisa la première transmission radio entre Saint-Jean de Terre-Neuve (Canada) et Poldhu dans le sud du comté des Cornouailles (Angleterre), ce qui lui valut le prix Nobel en 1909, partagé avec Karl Ferdinand Braun. La première communication à courte distance par radio avait cependant déjà été démontrée en 1893 par Nikola Tesla. Les premiers programmes quotidiens de radiodiffusion débutèrent en 1920 en Angleterre (Marconi company), aux États-Unis à Washington (KDKA) et Pittsburgh, ainsi qu'en URSS. En décembre 1921 Radio Tour Eiffel diffusa un premier concert avec un émetteur de 900 W à la longueur d'onde de 2 650 m.
La radio est utilisée pour la première fois pour une campagne électorale en 1925 par Herbert Hoover, et en 1938 Orson Welles diffusa une émission de science fiction sur une attaque martienne, si réaliste que les auditeurs affolés descendent dans la rue.
En mars 1925, John Logie Baird démontra la transmission d’images mobiles dans le magasin londonien Selfridges. Le dispositif de Baird utilisait un disque de Nipkow et devint connu comme la « télévision mécanique », qui fut diffusée expérimentalement par la BBC en 1929. Cependant, la télévision ne put se développer pendant tout le XXe siècle que grâce à l’invention du tube cathodique par Karl Braun. La première version de télévision utilisable fut produite par Philo Farnsworth et démontrée à sa famille en septembre 1927.

### La Seconde Guerre mondiale et les télécommunications

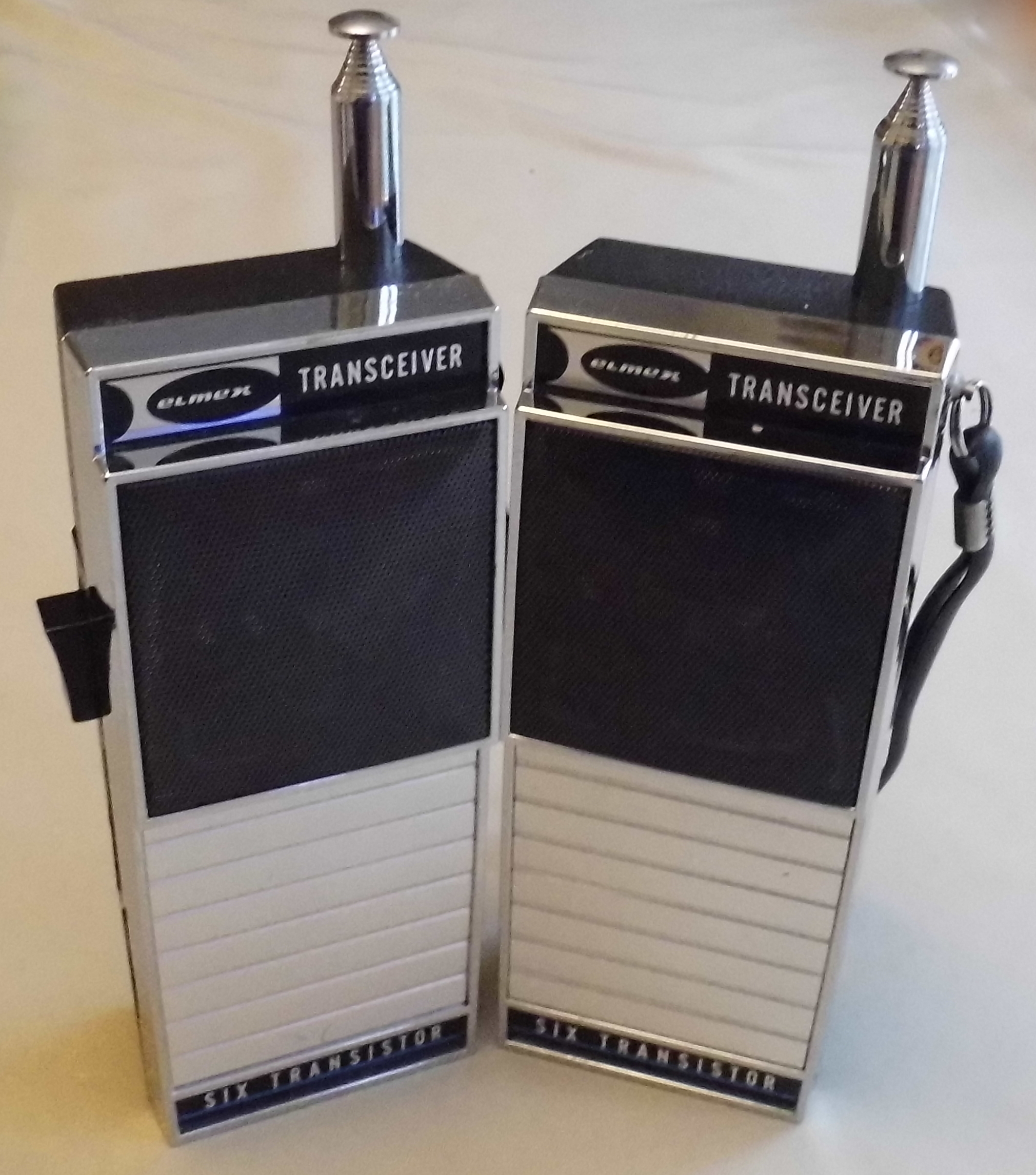
une paire de talkie-walkies commercialisée pour le grand public dans les années 1970.

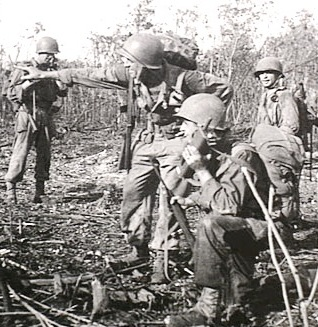
Juillet 1944. Un soldat américain utilise un talkie-walkie durant la bataille de Noemfoor. (Photographe: Allan F. Anderson.)

Pendant la Seconde Guerre mondiale, les laboratoires des belligérants perfectionnèrent des applications nouvelles.
D'abord le radar qui était quasiment prêt dans sa forme actuelle à l'aube de la Seconde Guerre mondiale. Il manquait cependant l'expérience opérationnelle au combat qui a poussé les ingénieurs allemands, anglais et américains à trouver de nombreuses améliorations techniques. Les premiers radars en VHF permettaient de détecter les raids aériens, comme l'attaque de Pearl Harbor. L'invention du magnétron fut la clé du développement des radars modernes.
Puis la radionavigation avec le gonio automatique à cadre croisé, le LORAN et le CONSOL qui permettaient déjà une précision de navigation de l'ordre du mille nautique nécessaire aux raids aériens. Enfin, le DECCA autorisant un positionnement avec une précision de 100 m dans la Manche, préparatoire au débarquement.
Des milliers d'émetteurs-récepteurs mobiles équipèrent chars, avions et commandement. Le problème de l'alimentation en 12 V ou 24 V fut résolu par le convertisseur tournant « dynamotor » ou par des convertisseurs à vibreurs et transformateurs. Le Talkie-walkie fit son apparition en 1941 sous forme d'un émetteur-récepteur radio réellement portatif pour des liaisons radiophoniques sur de courtes distances. Déjà, s'annonçait l'ère de la miniaturisation par la découverte du transistor (effet transistor) en 1947 qui remplacera le tube électronique.

### De 1945 à l'avènement d'Internet

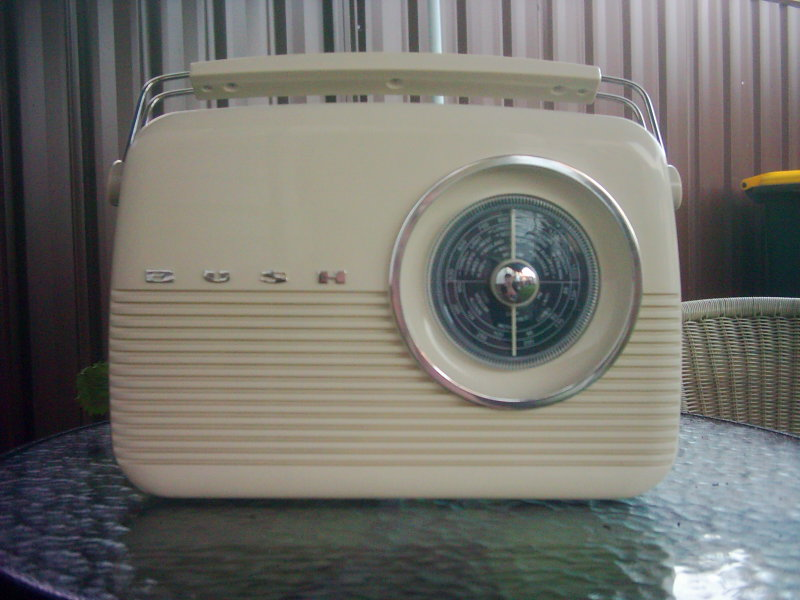
Poste à « transistors » (1959)

Tandis que des milliers d'émetteurs et de récepteurs militaires déclassés permettent aux radioamateurs de s'équiper dans les « surplus », avec les « Fug » allemands et les « command set » américains, la radio se développe et le récepteur grand public se standardise.
Le récepteur « toutes ondes » couvrant GO PO et OC est dans toutes les familles. C'est un superhétérodyne à 5 ou 6 tubes avec antenne cadre orientable interne, une entrée « pick-up » pour écouter les premiers microsillons, un « œil magique » pour le réglage, un cadran à aiguille et ficelle commandant un condensateur variable d'accord, une façade en tissus et bois vernis.
Les premiers postes à transistor dans les années 1960, vite appelés « transistors », permettent d'écouter la radio partout, en vacances, dans la rue, sur la plage, en « surboum », la radio n'est plus familiale mais individuelle. Dans le monde professionnel, le transistor remplace progressivement les tubes, ouvrant la voie à la miniaturisation.

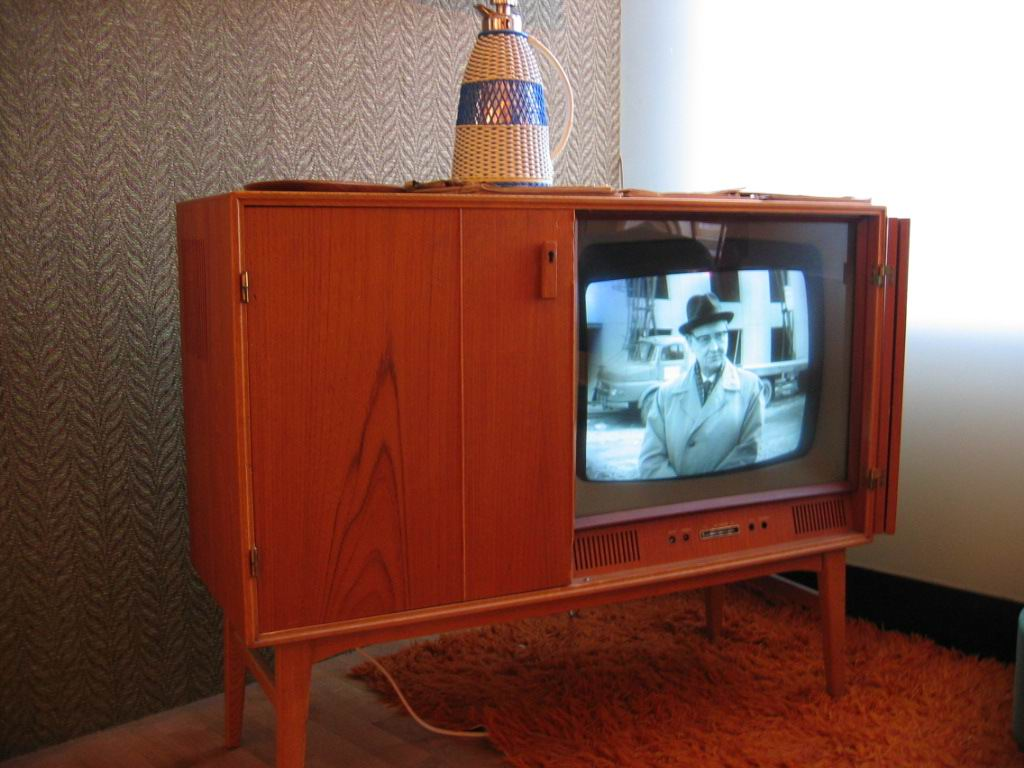
téléviseur 1950

Parallèlement, Le développement de la télévision ne s’accéléra qu'avec l’invention des premiers dispositifs de prise de vue à balayage électronique, qui permirent enfin d’atteindre une définition d’image acceptable, plusieurs centaines de lignes et dizaines d’images par seconde.
 Les premiers récepteurs en "441 lignes" puis "819 lignes" en France en 1950 étaient de type à amplification directe, avec un seul canal en bande VHF basse, l'antenne était en forme de H, faite de deux dipôles verticaux couplés. Ils comportaient une dizaine de tubes "octal". 
 L'apparition de la couleur a obligé les spectateurs à remplacer leur récepteur par la première génération de téléviseurs couleur des années 1960, munis du tube cathodique à masque (shadow mask).

Également, l'apparition de nouvelles chaînes et l'extension aux bandes UHF fit ajouter le module UHF d'abord à tubes, puis avec les premiers transistors, dont le réglage s'effectuait par un cadran.
D'autre part, alors qu'à ses débuts le réseau téléphonique est entièrement manuel nécessitant l'intervention d'une opératrice, celui-ci passe en automatique permettant d'établir directement la communication entre usagers.
Avec l'apparition des transistors puis des circuits intégrés, les ordinateurs prennent de moins en moins de place. Déjà, J.C.R. Licklider du Massachusetts Institute of Technology décrivait en 1962 les interactions sociales qui seraient possibles avec un réseau d'ordinateurs.
En 1965, Larry Roberts avec Thomas Merrill réalise la première connexion informatique à longue distance montrant que des ordinateurs pouvaient communiquer à distance. Le résultat montra que des ordinateurs pouvaient travailler ensemble à distance, mais que le mode de télécommunication par établissement de circuit du système téléphonique était inadapté. Le concept de communication par paquets de Kleinrock s'imposa.
C'est pour les besoins de l'armée américaine (le but était de pouvoir maintenir les télécommunications en cas d'attaque éventuellement atomique) et de la recherche universitaire que fut conçu ARPANET, l'ancêtre d'Internet qui allait devenir le réseau de communication mondialisé que nous connaissons aujourd'hui.

## Les télécommunications aujourd'hui

### Le déploiement d'Internet à grande échelle

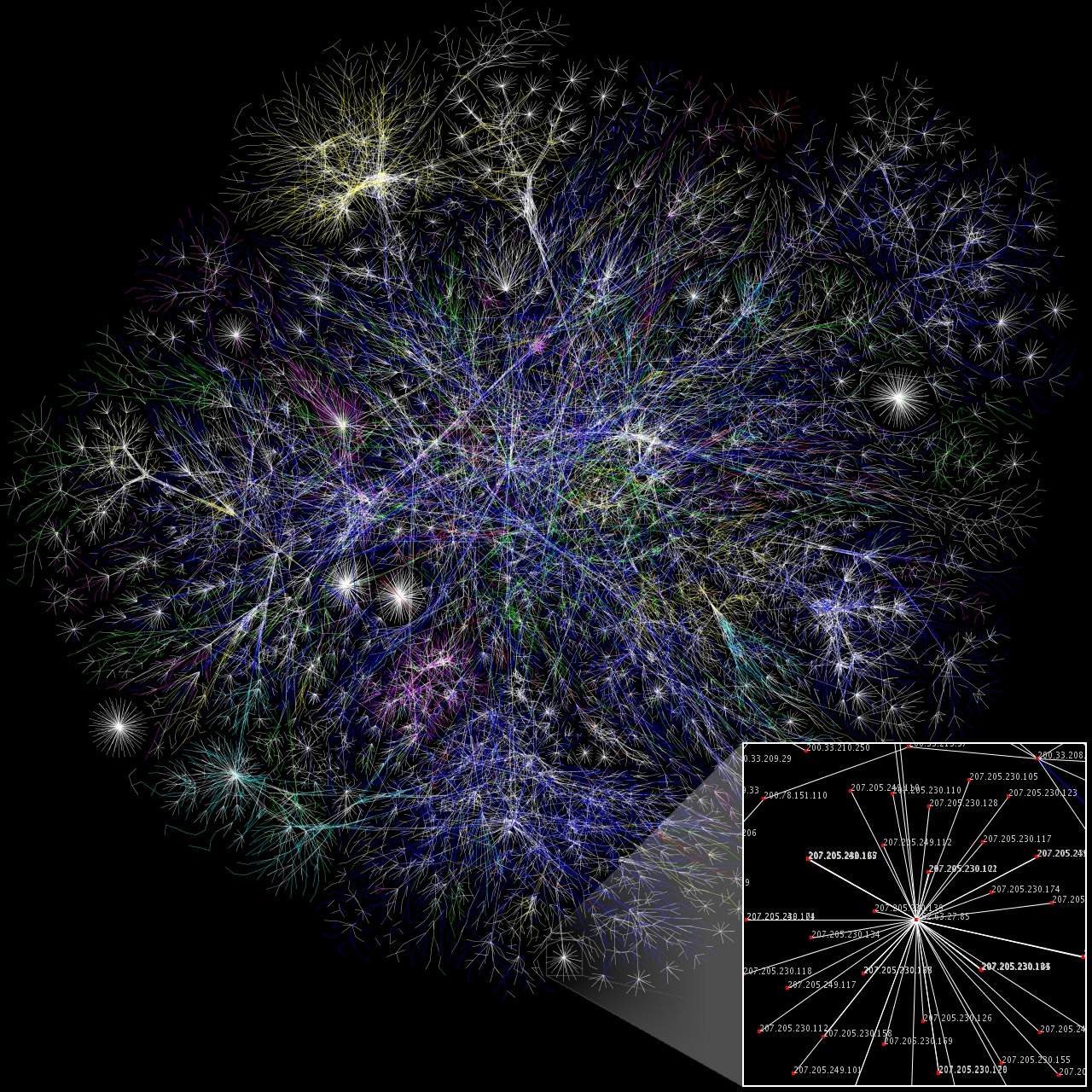
Visualisation des multiples chemins à travers une portion de l'Internet.

En 1966, Larry Roberts fut engagé par Robert Taylor au DARPA pour concevoir l'ARPANET. Il publia les plans en 1967. De là est né le concept d'Internet. L'idée était de permettre la connexion entre des réseaux divers : ARPANET, des communications avec les satellites, des communications par radio. Cette idée fut introduite par Robert Kahn en 1972 sous le nom de Internetting et développa un nouveau protocole connu sous le terme de TCP/IP. La version initiale de TCP ne permettait que la communication en établissant un circuit virtuel.
À partir de TCP/IP « Internet » prit le sens nouveau d'un réseau mondial étendu utilisant ce protocole, ce qui à l'époque signifiait NSFNet et ARPANET. Auparavant « internet » et « internetwork » (inter-réseau en français) étaient utilisés de manière équivalente, et « protocole internet » faisant référence aux autres systèmes réseaux comme le Xerox Network Services.
Grâce à l'intérêt grandissant pour les vastes réseaux de communication et à l'arrivée de nouvelles applications, les technologies d'Internet se diffusèrent sur le reste du globe. La vision TCP/IP d'Internet se privant de réseau, amena une facilité d'utilisation de tout type de réseaux existants, tel que X.25 d'IPSS, pour transporter les messages. En 1984, l'University College de Londres remplaça sa liaison transatlantique satellite par le réseau IPSS utilisant le protocole TCP/IP.
Internet avait engendré une communauté importante dévouée à l'idée que ce réseau de communication n'appartenait et n'était régi par aucune personne, aucun groupe, aucune entreprise et aucune organisation. Cependant, des standardisations et un contrôle étaient nécessaires pour le bon fonctionnement du système. La création de l'organisme ICANN répondait à cette exigence.
La procédure de publication libre de RFC (demande de commentaire en français) sema la confusion dans le système de standardisation d'Internet, et introduisit un haut degré de formalisme dans l'acceptation des standards officiels. L'IETF décida en janvier 1986 de mettre en place des réunions trimestrielles avec les chercheurs. Dès la quatrième assemblée, en octobre de la même année, l'IETF convia des représentants d’organisations non-gouvernementales.[réf. nécessaire]
C'est à la fin des années 1980, que les premières entreprises fournisseur d'accès furent fondées. Des entreprises comme PSINet, UUNET, Netcom (en), et Portal Software (en) virent le jour afin d'offrir une assistance aux réseaux de recherche régionaux et de fournir aux particuliers des accès au réseau, l'accès aux courriels et aux forums Usenet. Le premier fournisseur d'accès à Internet par le réseau téléphonique, The World ouvrit en 1989. La tendance s'accélère dans les années 1990, l'énorme bulle spéculative sur les sociétés de télécoms accélérant l'investissement, avant de déboucher sur un krach boursier.

### La généralisation du téléphone mobile

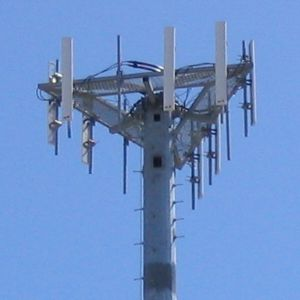
Sommet d'une tour de téléphonie mobile cellulaire

Les premiers téléphones mobiles non cellulaires sont apparus dès 1945 et fonctionnaient en mode analogique. Ces téléphones mobiles de génération zéro (0G) étaient lourds et volumineux et ne permettaient pas de se déplacer d'une station de base à une autre.
Jusqu'à la fin des années 1970, la téléphonie mobile n'autorisait les déplacements que dans une aire régionale desservie par une station de base de forte puissance. Cependant, AT&T en décembre 1971 présenta à la Federal Communications Commission (FCC) une proposition de service cellulaire qui permettait de se déplacer d'une cellule vers une autre sans perdre la communication téléphonique en cours, en utilisant la technologie de handover ; la FCC approuva celle-ci en 1982 après des années d'audiences (norme AMPS).
Le premier lancement commercial de télécommunications cellulaires a été réalisé par NTT (Nippon Telegraph and Telephone) au Japon dans la ville de Tokyo en 1979. En 1981, Nordic Mobile Telephone (NMT) lance au Danemark, en Finlande, en Suède et en Norvège le premier téléphone mobile "itinérant" utilisant une technologie analogique dite de première génération (1G). À partir de ces années 1980, les téléphones mobiles commencèrent à se diffuser grâce au déploiement des réseaux cellulaires. Ce sont des stations de base (ou des relais) qui voisinent les unes avec les autres et qui permettent le transfert des communications d'une station vers une autre sans coupure de l'appel. En France vers la fin des années 1980 apparaissait le premier système de téléphonie mobile Radiocom 2000 qui fonctionnait dans la bande de fréquences des 400 MHz.

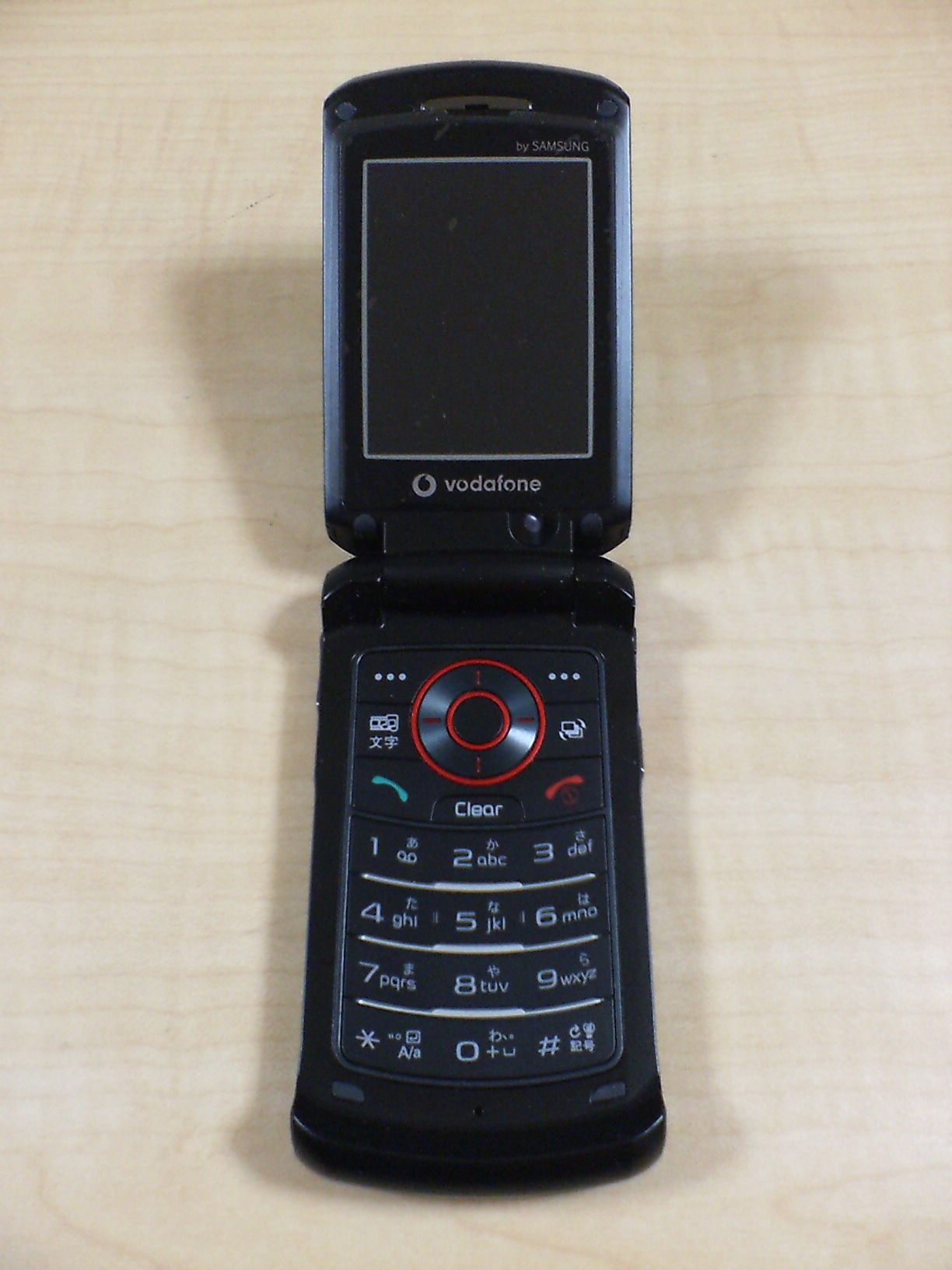
Téléphone mobile
Vodafone 804SS (Samsung SGH-Z540) de 2007.

Dans les années 1990, la deuxième génération (2G) de téléphonie mobile fait son apparition. Ce sont les systèmes GSM, Digital AMPS, iDEN et IS-95. Le premier lancement commercial de ce type de téléphone cellulaire en mode numérique a été réalisé aux États-Unis en 1990 et utilisait une bande de fréquences inférieure à la bande de fréquence européenne avoisinant les 900 MHz. Avec la mise en place de la technologie 2G apparaissait la possibilité de disposer de téléphones mobiles plus légers dont le poids oscillait entre 200 et 300 grammes. Ce changement a été rendu possible grâce à des améliorations technologiques permettant la réduction de l'encombrement des batteries. Les technologies de deuxième génération présentent aussi de nouvelles fonctions comme la messagerie SMS par texte dont le premier message fut envoyé en Finlande en 1993.
Dix ans après la mise en place des réseaux cellulaires de deuxième génération apparaissait la 3G autorisant des communications numérisées avec des débits de 384 kbit/s à 2 Mbit/s à l'origine, puis jusqu'à 42 Mbit/s (en 2012). Le premier lancement commercial d'un tel réseau fut fait par NTT DoCoMo au Japon dans la région de Tokyo en mai 2001, en utilisant la technologie W-CDMA. Grâce au développement de cette technologie numérique de troisième génération, le téléphone mobile a pu avoir accès à des services comme le multimédia ou la connexion à Internet. Il y avait à la fin de 2007, 295 millions d'abonnés à des réseaux 3G à travers le monde.
En 2016, les technologies de quatrième génération 4G (LTE et LTE Advanced) se développent permettant une transmission à des débits supérieurs à la 3G et autorisant ainsi une meilleure fluidité des communications et des services plus étendus.
À partir du 15 novembre 2018, Orange dit vouloir arrêter la commercialisation d'abonnements de téléphonie fixe traditionnelle pour se défaire peu à peu de son réseau RTC.
Mais c'est dès 2013 que l'Union européenne a mis sur la table le projet de la 5G, et ce afin d'éviter la saturation du réseau 4G, prévue pour 2022. Ce réseau sera à terme capable de propulser de nouveaux formats vidéo (4K, 8K, HDR...). Grâce à une latence plus faible, la 5G va également permettre au cloud gaming de prendre son envol sur les smartphones. Les futurs réseaux 5G seront théoriquement capables de transférer 20 gigabits de données par seconde, depuis une station de base jusqu'à un appareil connecté au réseau, et 10 gigabits par seconde dans le sens inverse. Des débits jusqu'à 3 à 4 fois plus rapides que la 4G.

## Chronologie

### XVesiècle
- 1464 : Création de la Poste Royale par Louis XI

### XVIIesiècle
- 1667: Invention du téléphone à ficelle  par Robert Hooke

### XVIIIesiècle
- 1782 : expérience sur les tubes acoustiques de Dom Gauthey
- 1792 : Début du télégraphe optique de Claude Chappe

### XIXesiècle
- 1832 : Invention du télégraphe électrique par Samuel Morse
- 1850 : première liaison téléphonique par fil entre deux appareils démontrée par l'italien Antonio Meucci
- 1854 : Projet de téléphone de F. Bourseul
- 1860 : Lois de l'électromagnétisme par Maxwell
- 1865 : Création de l'Union internationale du télégraphe (UIT)
- 1866 : Premier câble télégraphique transatlantique durablement utilisé
- 1874 : Télégraphe électrique d'Émile Baudot (téléscripteur)
- 1876 : Dépôt du brevet du téléphone par Graham Bell et Elisha Gray. (la contribution d'Antonio Meucci à cette invention a été officiellement reconnue en 2002)[29]
- 1876 : Premiers enregistrements sonores de Thomas Edison
- 1879 : Installation de la première ligne téléphonique au Parlement belge[30]
- 1887 : Ondes radioélectriques par Heinrich Rudolf Hertz
- 1887 : Le 24 février 1887 à 8 heures, première correspondance téléphonique Paris-Bruxelles[31]
- 1892 : Téléphone automatique d'Almon Strowger
- 1892 : Radiodiffusion par William Crookes
- 1896 : Première liaison de TSF par Guglielmo Marconi
- 1897 : Émission radio au Panthéon de Paris par Eugène Ducretet
- 1898 : Camille Tissot établit la première liaison radio opérationnelle française en mer
- 1900 : Bobines d'inductance de Pupin
- 1900 : Camille Tissot équipe la Marine nationale avec ses premiers appareils de TSF.

### XXesiècle
- 1901 : Première liaison radio transatlantique
- 1902 : Découverte de l'ionosphère par O. Heaviside
- 1904 : Installation d'une station TSF de l'armée française à la tour Eiffel[32]
- 1904 : La station Ouessant TSF de Camille Tissot effectue des liaisons radio sur 600 mètres avec une flotte de 80 paquebots
- 1906 : Diode de Sir John Ambrose Fleming
- 1906 : Triode « Audion » de Lee De Forest
- 1912 : Transmission de texte par Édouard Belin
- 1914 : Images mobiles de Georges Rignoux
- 1915 : Commutateur téléphonique automatique (Rotary)
- 1917 : Radio militaire du général Ferrié
- 1921 : Premiers courants porteurs d'Edwin Colpitts et Otto Blackwell
- 1922 : Premières émissions régulières de radiodiffusion depuis la tour Eiffel
- 1925 : Première société de télévision de John Logie Baird
- 1926 : Premier câble à grande distance amplifié
- 1929 : Kinéscope de Vladimir Zvorykine
- 1930 : Vu les 198.000 abonnés au téléphone, l’Etat belge crée la RTT, la Régie des Télégraphes et des Téléphones, dont le bâtiment existe toujours Rue des Palais, 44 à Bruxelles [30]
- 1931 : Premiers faisceaux hertziens
- 1932 : Création de l'Union internationale des télécommunications, UIT
- 1935 : Émissions régulières de télévision depuis la tour Eiffel
- 1936 : Premier télex Creed
- 1938 : Principes de la numérisation par A. Reeves
- 1940 : Création du CCTI, Comité de coordination des télécommunications impériales
- 1941 : Calculateur électronique de G. Stilitz[réf. nécessaire] et de Howard Aiken
- 1941 : Mise au point du radar
- 1943 : Premier calculateur électronique ENIAC de J. Mauchly et J.-P. Eckert
- 1947 : Invention du transistor par W. Shockley
- 1954 : Premiers postes radio à transistor
- 1956 : Câble sous-marin amplifié par des répéteurs transistorisés
- 1959 : Premiers circuits intégrés de J. Kilby et R. Noyce
- 1962 : Première liaison télévision par satellite Amérique-France
- 1966 : Première liaison numérique MIC
- 1970 : En France, expérimentation du premier autocommutateur électronique temporel
- 1970 : Fibres optiques de Corning Glass
- 1971 : Premiers microprocesseurs
- 1972 : La France puis les États-Unis mettent en service les premiers commutateurs électroniques commerciaux.
- 1976 : Le CCITT adopte à l'unanimité les standard X.25 pour les réseaux de transmission de données
- 1977 : Ouverture opérationnelle du réseau interbancaire SWIFT
- 1980 : Ouverture des premiers réseaux de téléphonie mobile au Japon puis en Europe
- 1983 : Officialisation de TCP-IP comme protocole de l'Internet
- 1984 : Démantèlement du Bell System
- 1987 : Amplification optique par dopage à l'Erbium
- 1991 : Le réseau interbancaire SWIFT utilise désormais le réseau mondial X.25
- 1991 : Création de l'ATM Forum
- 1993 : Premier SMS envoyé en Finlande
- 1998 : Exploitation opérationnelle de réseau DWDM. Fondation du 3GPP
- 1999 : Commercialisation de liaisons ADSL chez les particuliers (France)
- 2000 : La bulle spéculative sur les sociétés de télécoms débouche sur un krach avec l’éclatement de la Bulle Internet.

### XXIesiècle
- 2001 : Accord de l'Union Européenne pour lancer le projet Galileo
- 2001 : Préparation et présentation à Paris, le 29 octobre 2001[33],[34],[35], de la première transmission de cinéma numérique par satellite en Europe d'un long métrage cinématographique par Bernard Pauchon[36], Alain Lorentz, Raymond Melwig[37]et Philippe Binant[38].
- 2002 : Internet dépasse les 200 millions d'ordinateurs raccordés
- 2004 : Introduction de Google en bourse par un système d'enchères (mai)
- 2004 : Le réseau interbancaire SWIFT utilise désormais Internet  au lieu du réseau mondial X.25
- 2009 : Expansion, publicité et controverses autour de Facebook : Un des premiers réseaux sociaux mondiaux.
- 2009 : Succès de l'iPhone, baisse de rentabilité de Nokia : les consommateurs s'orientent vers les smartphones.
- 2011 : Généralisation de la Télévision numérique terrestre sur le territoire français.
- 2017 : Orange ferme son dernier commutateur X.25